# Туже (Великопольське воєводство)
Туже (пол. Turze, нім. Turze, 1939-45: Tischendorf) — село в Польщі, у гміні Остшешув Остшешовського повіту Великопольського воєводства.
Населення — 188 осіб (2011).
У 1975-1998 роках село належало до Каліського воєводства.

## Демографія
Демографічна структура станом на 31 березня 2011 року:
|          | Загалом | Допрацездатний вік | Працездатний вік | Постпрацездатний вік |
| -------- | ------- | ------------------ | ---------------- | -------------------- |
| Чоловіки | 87      | 19                 | 58               | 10                   |
| Жінки    | 101     | 21                 | 57               | 23                   |
| Разом    | 188     | 40                 | 115              | 33                   |